# Бангладеш
Народна република Бангладеш (на бенгалски: গণপ্রজাতন্ত্রী বাংলাদেশ) е държава в Азия, разположена на брега на Бенгалския залив от Индийския океан. Площта ѝ е 144 193 km², от които 134 099 km² суша и 10 094 km² водна площ. Граничи с Индия, Мианмар и има брегова ивица 2720 km. Столицата ѝ е град Дака.

## Физическа география

### Разположение и релеф
Бангладеш се намира в Южна Азия и има площ от 144 193 km². Граничи на запад, север и изток с Индия, а на югоизток има къса обща граница с Мианмар. На юг има излаз на Бенгалския залив на Индийския океан и силно разчленена брегова ивица с дължина 2720 km. Основната част от територията на Бангладеш е заета от низина, образувана от общата делта на вливащите се в Бенгалския залив реки Ганг, Брахмапутра и Мегхна. Алувиалната почва на Бангладеш е много плодородна, но уязвима на наводнения и засушавания. Хълмисти възвишения има само в югоизточните и североизточните части на страната.
Приблизително 80% от площта на страната представлява плодородна алувиална низина, част от по-голямата Бенгалска равнина. Въпреки че на север равнината надхвърля надморска височина от 100 m, по-голямата част от нея е разположена под 10 m, а в крайните южни крайбрежни части теренът е почти на морското равнище, като около 10% от територията на страната е под 1 m надморска височина. От 70-те години с техническата и финансова помощ на Нидерландия в югоизточната част на Бангладеш се изграждат съоръжения за отвоюване на нови земи от морето, като към 2010 година около 11 хиляди хектара такива земи се обработват от 21 хиляди семейства.
Единствените места с по-голяма надморска височина в Бангладеш са хълмовете Читагонг на югоизток и хълмовете Силхет на североизток. Хълмовете Читагонг представляват единствената по-значителна хълмиста система в Бангладеш и всъщност са западно продължение на планинските масиви, простиращи се от север на юг в съседните Индия и Мианмар. Надморската им височина е 600 до 900 m. В югоизточните части на хълмовете се намира най-високата точка на Бангладеш – връх Моудок (1052 m). Между хълмовете са разположени плодородни долини. На запад от Читагонгските хълмове се намира широка равнина, прорязана от много реки, вливащи се в Бенгалския залив.

### Климат и води
Пресечена от тропика на рака, Бангладеш има тропически мусонен климат, характеризиращ се с обилни сезонни валежи, високи температури и висока влажност. В страната има три сезона: горещо и задушно лято от март до юни; горещ, влажен и дъждовен мусонен сезон от юни до ноември и топла суха зима от декември до февруари. Максималните летни температури варират от 38 до 41 °C. В по-голямата част от страната април е най-горещият месец. Януари е най-хладният месец, когато средните температури в по-голямата част са в интервала 16 – 20 °C през деня и около 10 °C през нощта.
Поради малката надморска височина, големия брой пълноводни реки, обезлесяването и ерозията, наводненията са често срещано явление в Бангладеш. Около 10 000 km² от територията на страната е постоянно покрита с вода, а по-големи площи са редовно наводнявани по време на мусонния сезон. Природни бедствия, като наводнения, торнада, тропически бури и приливни вълни, засягат страната почти всяка година. 16 пъти на всяко десетилетие Бангладеш е удряна от мощни тропически циклони. През 1970 година циклон с рядко срещана сила предизвиква смъртта на половин милион души, а през 1991 година циклон удря югоизточното крайбрежие на страната и убива близо 140 хиляди души.
В Бангладеш се намират долните течения и устията на някои от най-големите реки в Южна Азия – Ганг, Брахмапутра, Мегхна. Повече от 50 по-големи реки пресичат бангладешката граница с Индия и управлението на водите в някои случаи води до дипломатически усложнения.

### Флора и фауна
Бангладеш е гъстонаселена страна и голяма част от нейната територия е заета от обработваеми земи или урбанизирани територии. Ниските крайбрежни райони са заети от Сундарбан, най-голямата запазена мангрова гора в света. Тази област има разнообразни флора и фауна, включваща бенгалския тигър.

## История

### Ранна история
До средата на XX век историята на Бангладеш е тясно свързана с тази на Бенгал – по-обширна историческа област, включваща части от съвременна Индия. Най-старите данни за човешко присъствие в региона са от началото на 2 хилядолетие пр.н.е., когато там съществува халколитна култура. Предполага се, че първите заселници са говорили австро-азиатски езици, а по-късно там се установяват и дравидски и тибето-бирмански етнически групи.
По време на индоарийското завоюване на Индия в началото на 1 хилядолетие пр.н.е. в Бенгал съществуват няколко предарийски държави – Ванга, Пундра, Шухма. Те имат развита култура и провеждат военни и търговски експедиции по море, достигащи до Суматра, Ява и Сиам. Според шриланкийския епос Махавамса, в средата на 6 век пр.н.е. Шри Ланка е завладяна от Виджая Сингха, принц от държавата Ванга, който дава на страната името Синхала и става нейният пръв владетел.
След 7 век пр.н.е. западните части на днешен Бангладеш влизат в състава на Магадха, но страната е окончателно завладяна от арийците едва след 5 век пр.н.е. при династията Нанда. По времето на походите на Александър Македонски през 4 век пр.н.е. Бенгал изглежда е център на държавата Гангаридай, заплахата от сблъсък с която става една от причините за спиране на македонското настъпление в Индия. След това регионът е част от държавите Мауря и Шунга.

### Средни царства
През III – VI век Бенгал е част от империята Гупта и от държавата на Харша. След нейното разпадане местният владетел Шашанка създава краткотрайно царство, което често е сочено за първото общобенгалско държавно образувание. След период на безредици, Бенгал става център на будистката империя Пала (VIII – XI век), последвана от индуистката династия Сена (XI – XIII век).

### Ислямски държави
Ислямът за пръв път прониква в Бенгал през XII век с установяването там на арабски търговци и суфистки мисионери, но широкото му разпространение идва с налагането на властта на мюсюлмански владетели. През 1204 година тюркският военачалник Мухаммад Бахтияр Халджи разгромява войските на Сена и завладява големи части от Бенгал. През следващите столетия страната се управлява от няколко влиятелни мюсюлмански и индуистки земевладелски рода, един от които за известно време образува Бенгалския султанат (XIV – XVI век) на територията на част от Бенгал. Архитектурен паметник от тази епоха е Историческият град на джамиите Багерхат, включен в Списъка на световното наследство на ЮНЕСКО. През XVI век Бенгал е присъединен към Моголската империя и град Дака се превръща във важен моголски административен център.
Първите португалски търговци достигат до Бенгал по море от своя опорен пункт Гоа през 1517 година. През 1537 година им е разрешено да се установят трайно в Читагонг, а през 1577 година получават разрешение да строят трайни селища и църкви в Бенгал.
През XVIII век Моголската империя е унищожена от индуистката империя Маратха, като между 1742 и 1751 година Бенгал е подложен на тежки опустошения от войските на маратхите. Моголският набаб, превърнал се в самостоятелен владетел, е принуден да сключи мир с Маратха, отстъпвайки Ориса и части от Западен Бенгал и принуждавайки се да плаща тежък данък. Въпреки това войните между Маратха и мюсюлманските държави продължават и Бенгал отново е подложен на нападения.

### Британска Индия
През 1757 година набабът на Бенгал влиза в конфликт с британците и въпреки съюза си с Франция е разгромен в битката при Пласи, а Бенгал е анексиран от Британската източноиндийска компания.
След нападения на маратхите през 60-те години на XVIII век британците прекратяват изплащането на данък на Маратха и периодичните набези на маратхите в Бенгал продължават до техния разгром в Англо-маратхийските войни, продължили до 1818 година.
След Индийското въстание от 1857 година властта в Индия преминава от Британската източноиндийска компания към британската корона, като в Бенгал е назначен вицекрал със седалище в Калкута. През 1905 година Бенгал за пръв път е разделен на две части – западна с център Калкута и източна с център Дака, но през 1911 година това разделение е премахнато.

### Източен Пакистан и независимост
При оттеглянето на британците от Индийския субконтинент през 1947 година са образувани две нови независими държави, разделени на религиозен принцип – Индия с предимно индуистко население и Пакистан с предимно мюсюлманско население. Бенгал също е разделен на две части, като източната, по-късно наречена Източен Пакистан, става част от Пакистан, чиято територия включва още и области в срещуположния край на субконтинента и отделени от Източен Пакистан с 1700 km индийска територия.
Източен и Западен Пакистан, макар и обединени от исляма, имат различни езици и традиции. Въпреки сходната демографска и стопанска тежест на двете области, държавното управление и армията са в голяма степен доминирани от висшите класи на Западен Пакистан. Това започва да създава напрежение между двете части на страната, сред първите признаци на което е Бенгалското езиково движение, възникнало през 1952 година. През 60-те години партията Бенгалска народна лига се обявява за автономия на областта и влиза в остри сблъсъци с централното правителство. Напрежението силно нараства през 1970 година, когато при опустошителния циклон Бхола в Източен Пакистан загиват половин милион души, а спечелилата изборите Народна лига не е допусната до управлението.
В началото на 1972 година пакистанското правителство арестува водачите на Народната лига и организира масови репресии, при които загиват около 30 хиляди души. В отговор Народната лига създава в Калкута правителство в изгнание. Последвалата Бангладешка освободителна война продължава до декември, когато Индия се намесва на страната на Източен Пакистан и Пакистан е принуден да признае независимостта на областта под името Бангладеш.
След отделянето на Бангладеш управлението на страната е поето от Народната лига и нейния дългогодишен лидер Муджибур Рахман, който скоро установява еднопартиен социалистически режим. През 1973 – 1974 година страната е обхваната от масов глад. През 1975 година Рахман е убит, но режимът се запазва още няколко години, управлявайки при военно положение. През 1977 година на власт идва генерал Зиаур Рахман, който основава своя Бангладешка националистическа партия и донякъде либерализира политическия и стопанския живот. Той е убит от военните през 1981 година. От 1982 до 1990 година страната управлява генерал Хусейн Мухамад Ершад. През 1990 година е възстановено демократичното управление, като начело на страната неколкократно се сменят кабинети на Народната лига и Националистическата партия.

## Население
Населението на страната е 147 358 245 души (2007). Гъстотата е 1002 д/km2, и по този показател е на 11-о място сред всички държави и територии по света, а сред тези с площ над 1000 km2 е на второ – след Хонг Конг. Жителите на Бангладеш са предимно мюсюлмани, но не са единствените бенгалци. Страната им съответства на стария Източен Бенгал. Западен Бенгал със своите над 70 милиона жители се намира в Индия. Там се говори същият език, но преобладаващата религия е хиндуизмът. От епохата на Британските Индии големият град Калкута (Източен Бенгал) е столица и икономическо средище на областта. Бангладеш, изолиран от двойната подялба, е принуден да изгради икономиката си около пристанището Читагонг.

## Държавно управление

### Държавно устройство
Бангладеш е унитарна парламентарна република. Конституцията е приета през 1972 година и оттогава в нея са нанесени 14 поправки, но тя често е суспендирана или нарушавана след намеса на армията в политическия живот. Последният такъв период е 2007 – 2008 година, когато с подкрепата на военните мандатът на назначеното от президента служебно правителство е удължен от три месеца на две години.
Според Конституцията основният орган на държавно управление е еднокамарният парламент, Джатия Шонгшод, избиран с всеобщо гласуване по мажоритарна система с един тур, като мандатът му е 5 години. Депутатите са 345, като 45 места са резервирани за жени, които се избират в отделна система от избирателни райони.
Държавен глава е президентът (към 2012 г. – Зилур Рахман), който се избира за 5-годишен мандат от парламента и извън възможността да назначава служебно правителство има главно представителни функции. Изпълнителната власт на централно ниво се осъществява от правителство, оглавявано от министър-председател (към 2012 г. – Шейх Хасина). Макар министър-председателят официално да се назначава от президента, той трябва да бъде депутат и на практика да разполага с мнозинство в парламента.
Съдебната система на Бангладеш е слаба и неефективна, като нейното пълно отделяне от изпълнителната власт е реализирано едва през 2007 година. Най-висша съдебна инстанция е Върховен съд, членовете на който се назначават от президента. Правната система като цяло е базирана на англосаксонската правна система, но в области като семейното право, се прилагат религиозните правила на съответната религиозна общност.

### Политически живот
След установяването на относително устойчив демократичен ред през 1990 година политическият живот в Бангладеш се характеризира с редуването в управлението на двете основни партии – лявата Бангладешка народна лига и дясната Бангладешка националистическа партия. Те се оглавяват от Шейх Хасина и Халеда Зия, съответно дъщеря и съпруга на основателите на двете партии, и двамата убити при военни преврати. Съперничеството между двете партии е изострено и често предизвиква насилствени сблъсъци между техните привърженици. Халеда Зия оглавява правителството през 1991 – 1996 и 2001 – 2006 година, а Шейх Хасина – през 1996 – 2001 и от 2009 година.
Поради мажоритарната избирателна система водещата партия на изборите обикновено разполага с много голямо мнозинство в парламента. Въпреки това двете големи партии разполагат с кръг от по няколко по-малки партии, които често участват в изборите в съюз с тях. По-влиятелни сред тези малки партии са близката до Народната лига Национална партия (Бангладеш) на управлявалия през 80-те години диктатор Хусейн Мухамад Ершад и близката до Националистическата партия ислямистка Бангладешка ислямска партия.

### Външна политика
Бангладеш обявява за основен принцип на своята външна политика придържането към многонационалната дипломация, най-вече в рамките на Организацията на обединените нации (ООН). От 1974 година страната е член на ООН и на Общността на нациите, като на два пъти, през 1978 – 1979 и 2000 – 2001 година, е член на Съвета за сигурност на ООН. През 1985 година страната е инициатор на създаването на Асоциацията за регионално сътрудничество в Южна Азия.
Особено важни и противоречиви са отношенията на Бангладеш с Индия. Те имат положително начало със съдействието на Индия при отделянето на Бангладеш от Пакистан, което подсилва дълбоките исторически и културни връзки между двете страни. В същото време между тях възникват и множество противоречия. Бангладеш обвинява Индия, че с изграждането през 1975 година на язовира Фарака на река Ганг създава екологични проблеми, усилващи и без това честите природни бедствия в делтата на реката. В същото време според Индия на бангладешка територия се укриват ислямисти и други сепаратисти, действащи в Индия. Проблем е и нелегалната имиграция към Индия, за ограничаване на която индийското правителство предприема изграждането на ограждения по дългата 4 хиляди километра граница между двете страни.
Бангладеш поддържа относително близки връзки с Китай. Икономическите отношения между двете страни се активизират в началото на XXI век, като Бангладеш получава преференции за вноса си в Китай. В същото време се засилва военното сътрудничество и въоръжаването на бангладешките въоръжени сили с китайско оръжие, включително фрегати за военноморските сили.

### Въоръжени сили
Въоръжените сили наброяват около 200 хиляди души в сухопътните войски, 22 хиляди души във военновъздушните сили и 19 хиляди души във военноморските сили. Извън традиционните си функции, армията често участва в борбата с природните бедствия и в поддържането на реда по време на безредици, а в някои случаи пряко се намесва в политическия живот.
Последният военен конфликт, в който Бангладеш участва пряко, е Войната в Персийския залив през 1991 година. Страната по традиция участва активно в мироопазващите сили на ООН, като към януари 2012 година в различни мисии участват над 10 хиляди бангладешки военни и полицаи – най-големият контингент на отделна държава в мироопазващите сили.

### Административно деление
Бангладеш се разделя на 7 области (бибхаг), носещи имената на своите административни центрове:
| Име      | Адм. център | Площ, km² | Население, хил. д. (2011) | Интерактивна карта на Бангладеш и нейните области |
| Барисал  | Барисал     | 13 297    | 8147                      | Интерактивна карта на Бангладеш и нейните области |
| Дака     | Дака        | 31 120    | {46 729                   | Интерактивна карта на Бангладеш и нейните области |
| Раджшахи | Раджшахи    | 18 197    | 18 329                    | Интерактивна карта на Бангладеш и нейните области |
| Рангпур  | Рангпур     | 16 317    | 15 665                    | Интерактивна карта на Бангладеш и нейните области |
| Силхет   | Силхет      | 12 596    | 9807                      | Интерактивна карта на Бангладеш и нейните области |
| Кхулна   | Кхулна      | 22 272    | 15 563                    | Интерактивна карта на Бангладеш и нейните области |
| Читагонг | Читагонг    | 33 771    | 28 079                    | Интерактивна карта на Бангладеш и нейните области |

Областите от се разделят на окръзи (зила), общо 64 на брой, а окръзите от своя страна – на около 1000 подокръзи (упазила или тхана). Администрацията на областите, окръзите и подокръзите се назначава от правителството. Пряко се избират кметовете на градовете и председателите на останалите общини, както и управите на обединенията, включващи по няколко общини в селските райони, и на градските райони и техните подразделения – махалите.

## Икономика
Бангладеш е една от най-изостаналите страни в света, като по брутен вътрешен продукт на глава от населението, едва 641 долара през 2010 година, е сред последните 30 държави.
Около 2/3 от заетите в Бангладеш работят в селското стопанство. В миналото ютата е основен износен продукт на Бангладеш, като в средата на XX век на страната се падат 80% от международния износ на юта. През следващите десетилетия с разпространението на синтетичните влакна производството на юта намалява, а в наши дни Индия произвежда над два пъти повече юта от Бангладеш. Други важни земеделски култури са оризът, чаят, картофите, мангото. Бангладеш е сред най-големите световни производители на ориз (4-то място в света), картофи (11-о място), манго (9-о място), ананаси (16-о място), тропически плодове (5-о място), лук (16-о място), банани (17-о място), юта (2-ро място), чай (11-о място).
Макар че в селското стопанство работят мнозинството от заетите в страната, над 3/4 от износа на Бангладеш се пада на облеклото. От 80-те години бангладешката лека промишленост привлича значителни чужди инвестиции с ниските цени на труда. Около 2010 година различни оценки поставят Бангладеш на 3-то или 4-то място в света по износ на облекло. В сектора работят над 3 милиона души, 90% от които са жени.